# Kojușkî, Novohrad-Volînskîi
Kojușkî (în ucraineană Кожушки) este un sat în comuna Kolodeanka din raionul Novohrad-Volînskîi, regiunea Jîtomîr, Ucraina.

## Demografie
Componența lingvistică a localității Kojușkî
     Ucraineană (97,9%)
     Rusă (2,1%)
Conform recensământului din 2001, majoritatea populației localității Kojușkî era vorbitoare de ucraineană (97,9%), existând în minoritate și vorbitori de rusă (2,1%).